# New Roads
New Roads és una població dels Estats Units a l'estat de Louisiana. Segons el cens del 2000 tenia 4.997 habitants.

## Demografia
Segons el cens del 2000, New Roads tenia 10.107 habitants. La densitat de població era de 421,4 habitants/km².
Per edats la població es repartia de la següent manera: un 27,4% tenia menys de 18 anys, un 9% entre 18 i 24, un 24% entre 25 i 44, un 21% de 45 a 60 i un 18,6% 65 anys o més.
L'edat mediana era de 38 anys. Per cada 100 dones de 18 o més anys hi havia 75 homes.
La renda mediana per habitatge era de 24.583 $ i la renda mediana per família de 31.250 $. Els homes tenien una renda mediana de 32.679 $ mentre que les dones 20.547 $. La renda per capita de la població era de 14.840 $. Entorn del 23,6% de les famílies i el 30,3% de la població estaven per davall del llindar de pobresa.

## Poblacions més properes
El següent diagrama mostra les poblacions més properes.